# Леніногорський лісхоз
Леніного́рський лісхо́з (каз. Лениногор орманшар) — село у складі Ріддерської міської адміністрації Східноказахстанської області Казахстану.
Населення — 276 осіб (2009; 216 у 1999, 263 у 1989).
Національний склад станом на 1989 рік:
- росіяни — 100 %

Станом на 1989 рік село називалось Лісхоз Ленінгорський.